# Schisandra glabra
Schisandra glabra, la estrella-vid de la bahía, es la única especie americana del género predominantemente asiático Schisandra. Es originaria del sureste de Estados Unidos y el norte de México. Crece en Luisiana, el este de Arkansas, el suroeste de Tennessee, Misisipi, Alabama, el noroeste de Florida y Georgia, con poblaciones aisladas en Kentucky, Carolina del Sur, Carolina del Norte e Hidalgo. A pesar de su amplia distribución, se considera una especie vulnerable. Pocas poblaciones están seguras debido a la competencia de especies invasoras (como Lonicera japonica) y la pérdida de hábitat.
Schisandra glabra es una vid leñosa rastrera o trepadora que a veces trepa hasta una altura de 20 m (67 ft) o más. Las hojas son elípticas a cordadas (en forma de corazón), de hasta 13 cm (5,2 in) de largo. La planta es monoica, con flores estaminadas (masculinas, productoras de polen) y pistiladas (femeninas, productoras de semillas) separadas en la misma planta. Los sépalos son blanquecinos, los pétalos rosados o rojos. Las bayas son rojas, esféricas a elipsoidales, de hasta 15 mm (0,6 in) de largo. Se puede encontrar en acantilados boscosos, laderas y barrancos a elevaciones menores a 500 m (1650 ft).
Algunas fuentes escriben el nombre Schizandra, mientras que otras utilizan el nombre ahora rechazado Stellandria. La ortografía aceptada es Schisandra.